# 張衛
張 衛（ちょう えい、生没年不詳）は、中国後漢時代末期の武将。字は公則。豫州沛国豊県の人。父は張衡。母は盧氏。兄は張魯。弟は張傀。甥は張富・他数名（張魯の10人の子）。

## 生涯
建安20年（215年）、曹操が漢中へ進攻してくると張魯が降伏しようとしたが、張衛は承知せず、将軍の楊昂・楊任と数万の兵を率いて陽安関を守備した。一時は曹操軍を撃退したが、曹操が高祚らが率いる別働隊を派遣して夜襲させたため、楊任が戦死し、張衛も敗走した（陽平関の戦い）。
それでも張衛が抵抗を続けていると、野生の鹿数千頭が張衛の陣営を走り壊す事故（曹操軍の計略によるものかどうかは不明）が発生した。さらに、偶然発生した高祚との夜間の遭遇戦では、高祚が味方を呼ぶために打ち鳴らした軍鼓の音を、張衛は奇襲の合図と勘違いしてしまう。これらのことにより、ついに張衛は戦意を喪失して降伏した。
『天師世家』は、張衛の字を公則とする。曹操に仕えて昭義将軍に任ぜられたと記載されている。

## 物語中の張衛
小説『三国志演義』では、最後まで兄に逆らって曹操への抵抗を続け、勇将の許褚との一騎討ちに敗れ戦死している。